# Chrzest (film)
Chrzest – polski dramat obyczajowy z 2010 roku w reżyserii Marcina Wrony. Pomysłodawcą scenariusza był Grzegorz Jankowski.
Głównym pomysłodawcą scenariusza był Grzegorz Jankowski, który znał osoby będące pierwowzorami bohaterów Chrztu. Zdaniem Marcina Wrony, właśnie dlatego nie podjął się jego reżyserii. W jednym z wywiadów Wrona powiedział: „znał tych ludzi i był z nimi w jakiś sposób związany – w końcu byli to jego bliscy kumple”.

## Fabuła
Akcja przebiega w ciągu siedmiu dni tygodnia. Główny bohater, Michał jest gangsterem. Pewnego dnia zostaje złapany przez policję. W zamian za wydanie swojego zwierzchnika, udaje mu się uniknąć więzienia. Następnie odcina się od przestępczego środowiska i zakłada rodzinę. Zamierza także ochrzcić swojego syna. Sytuacja komplikuje się, gdy do Michała z wizytą przychodzi jego dawny kolega – Janek. Michał proponuje mu, aby został ojcem chrzestnym. Jednocześnie Michałowi nie daje spokoju brat człowieka, którego wsypał – szef gangsterów, Gruby.

## Obsada
- Tomasz Schuchardt jako Janek
- Wojciech Zieliński jako Michał
- Adam Woronowicz jako „Gruby”
- Natalia Rybicka jako Magda, żona Michała
- Michał Koterski jako „Łysy”
- Paweł Tomaszewski jako „Wyżelowany”
- Krzysztof Czeczot jako „Dres”
- Robert Jurczyga jako „Czarny Podkoszulek”
- Andrzej Franczyk jako ojciec Michała
- Iwona Bielska jako matka Magdy
- Sławomir Rokita jako ojciec Magdy
- Mikołaj Kałucki jako Adaś
- Klaudia El Dursi jako żona „Grubego”
- Aleksandra Radwańska jako Agata
- Anita Poddębniak jako Leśniakowa